# Antoniaustralia hermanni
Antoniaustralia hermanni är en tvåvingeart som beskrevs av Becker 1913. Antoniaustralia hermanni ingår i släktet Antoniaustralia och familjen svävflugor. Inga underarter finns listade i Catalogue of Life.